# Bunopithecus
De Bunopithecus is een uitgestorven geslacht uit de familie gibbons (Hylobatidae). Dit 
geslacht bestaat uit één soort.

## Taxonomie
- Geslacht: Bunopithecus †
  -  Soort: Bunopithecus sericus †